# Marshall Grant
Marshall Grant (5 maggio 1928 – Jonesboro, 7 agosto 2011) è stato un bassista statunitense di musica country, ricordato per essere stato membro del gruppo country Tennessee Two con Johnny Cash.